# Малое Рашино
Малое Рашино — деревня в Молоковском районе Тверской области.

## География
Находится в восточной части Тверской области на расстоянии приблизительно 20 км по прямой на юго-запад от районного центра поселка Молоково.

## История
Деревня была отмечена еще на карте Менде (состояние местности на 1848 год). В 1859 году здесь (деревня Бежецкого уезда Тверской губернии) было учтено 8 дворов. До 2021 года входила в Обросовское сельское поселение до его упразднения.

## Население
Численность населения: 63 человека (1859 год), 1 (русские 100 %) в 2002 году, 0 в 2010.